# Список глав государств в 1850 году
| 1849 ← Список глав государств по годам → 1851 |

## Азия
- Абхазское княжество — Михаил (Хамуд-бей), князь[англ.] (1822—1864)
- Абу-Даби — Саид ибн Тахнун аль-Нахайян, шейх[англ.] (1845—1855)
- Афганистан (эмират) — Дост Мухаммед, эмир[англ.] (1823—1839, 1842—1863)
- Бахрейн — Мухаммед ибн Халифа Аль Халифа, хаким (1834—1842, 1843—1868)
- Бруней — Омар Али Сайфуддин II, султан (1828—1852)
- Бутан — 
  - Таши Дорджиу, друк дези (1847—1850)
  - Ванччук Гьялпо , друк дези (1850)
  - Чагпа Сэнгье, друк дези (1850—1852)
- Великих Моголов империя — Бахадур Шах II, падишах (1837—1857)
- Вьетнам — Нгуен Зык-тонг, император (1847—1883)
- Гератское ханство — Яр Мухаммед, хан (1842—1851)
- Дубай — Мактум ибн Бути, шейх[англ.] (1833—1852)
- Индия —
  - Аджайгарх — Махипат Сингх, раджа (1849—1853)
  - Алвар — Бан Сингх Прабхакар, раджа (1815—1857)
  - Алираджпур — Джашвант Сингх, рана (1818—1862)
  - Амбер (Джайпур) — Рам Сингх II, Махараджа савай (1835—1880)
  - Аркот (Карнатака) — Гулам Мухаммад Гхаус-Хан, наваб (1825—1855)
  - Баони — Мухаммад Хусейн, наваб (1838—1859)
  - Бансвара — Лакшман Сингх, раджа (1844—1905)
  - Барвани — Джашвант Сингх, рана (1839—1861, 1873—1880)
  - Барода — Ганпат Гаеквад, махараджа (1847—1856)
  - Башахра[англ.] — 
    - Махендра Сингх, рана[кат.] (1815—1850)
    - Шамшер Сингх, рана[кат.] (1850—1887, 1898—1914)

  - Бенарес — Ишвари Прасад Нарайян Сингх, раджа (1835—1889)
  - Биджавар — Бхам Пратап Сингх, раджа (1847—1877)
  - Биканер — Ратан Сингх, махараджа (1828—1851)
  - Биласпур (Калур) — 
    - Джагат Чанд, раджа (1839—1850)
    - Хира Чанд, раджа (1850—1883)

  - Бунди — Рам Сингх, махарао раджа (1821—1889)
  - Бхавнагар — Ваджесинхжи Вакхатсинхжи, такур сахиб (1816—1852)
  - Бхаратпур — Балвант Сингх, махараджа (1826—1853)
  - Бхопал — Шах Джахан Бегум, наваб (1844—1860, 1868—1901)
  - Ванканер — Вахатсинхжи Чандрасинхжи, махарана радж сахиб (1839—1860)
  - Гангпур[англ.] — Джагадев Шехар Део, Раджа[англ.] (1831—1852)
  - Гархвал — Сударшан Шах, махараджа (1824—1859)
  - Гвалиор — Джаяджирао Шинде, махараджа (1843—1886)
  - Гондал — Бханабхаи Деважи, тхакур (1841—1851)
  - Даспалла[англ.] — Мадхусудан Део Бханж, раджа[англ.] (1845—1861)
  - Датия — Биджай Сингх Бахадур, раджа (1839—1857)
  - Девас младшее[англ.] — Хаибат Рао, раджа[англ.] (1840—1864)
  - Девас старшее[англ.] — Рукмангад Тукоджи Рао, раджа[англ.] (1827—1860)
  - Джанджира — Ибрагим Хан III, наваб (1848—1879)
  - Джайсалмер — Ранджит Сингх, махаравал (1846—1864)
  - Джалавад (Дрангадхра) — Ранмалсинхжи Амарсинхжи, сахиб (1843—1869)
  - Джамму и Кашмир — Гулаб Сингх, махараджа (1846—1856)
  - Джаора — Гхаус Мухаммад Хан, наваб (1825—1865)
  - Дженкантал[англ.] — Бхагиратха, Махараджа[англ.] (1830—1873)
  - Джинд — Саруп Сингх, раджа (1837—1864)
  - Джхабуа — Гопал Сингх, раджа (1841—1895)
  - Джунагадх — Мухаммад Хамид Ханжи I, наваб (1840—1851)
  - Джхалавар — Притхви Сингх, махараджа рана (1845—1875)
  - Дхар — Джешвант Радж II Павар, раджа (1834—1857)
  - Дхолпур — Бхагвант Сингх, махараджа рана (1836—1873)
  - Дунгарпур — Удай Сингх II, Махараджа (1844—1898)
  - Идар — Шри Сир Джаван Сингх, махараджа (1833—1868)
  - Индаур — Тукоджи Рао II Холкар XI, махараджа (1844—1886)
  - Камбей — Хусейн Явар Хан I, наваб (1841—1880)
  - Капуртхала — Нихал Сингх, раджа (1837—1852)
  - Караули — Нарсингх Пал, махараджа (1849—1852)
  - Кач — Дешалджи II, раджа (1819—1860)
  - Кишангарх — Притхви Сингх, махараджа (1840—1879)
  - Колхапур — Шиваджи IV, раджа (1838—1866)
  - Кота — Рам Сингх II, махарао (1828—1866)
  - Кочин — Рама Варма XIII, махараджа (1844—1851)
  - Куч-Бихар — Нарендра Нарайян, раджа (1847—1863)
  - Лохару — Аминуддин Ахмад Хан, наваб (1835—1869)
  - Лунавада[англ.] — Далпат Сингх, рана[англ.] (1849—1851)
  - Майсур — Кришнараджа Водеяр III, султан (1799—1868)
  - Малеркотла — Махбуб Али Хан, наваб (1846—1857)
  - Манди — Бальбир Сен, раджа (1839—1851)
  - Манипур — 
    - Нара Сингх, раджа[англ.] (1844—1850)
    - Чандракирти Сингх, раджа[англ.] (1850—1886)

  - Марвар (Джодхпур) — Тахт Сингх, махараджа (1843—1873)
  - Мевар (Удайпур) — Сваруп Сингх, махарана (1842—1861)
  - Морви — Раваджи II Притхираджи, тхакур-сахиб (1846—1870)
  - Мудхол — Вьянкатрао I, раджа (1818—1854)
  - Набха — Бхарпур Сингх,  махараджа (1846—1863)
  - Наванагар — Ранмалджи II Сатаджи, джам (1820—1852)
  - Нагпур — Рагходжи III, махараджа (1818—1853)
  - Нарсингхгарх — Ханвант Сингжи, раджа (1827—1873)
  - Орчха — Хамир Сингх, раджа (1848—1865)
  - Паланпур — Фатех Мохаммад Хан, диван (1812—1813, 1813—1854)
  - Панна — Нирпат Сингх, раджа (1849—1869)
  - Патиала — Нарендра Сингх, махараджа (1845—1862)
  - Порбандар — Викрамаджи Химоджираджи, рана (1831—1900)
  - Пратабгарх — Далпат Сингх, махарават (1844—1864)
  - Пудуккоттай — Рамачандра Тондемен, раджа (1839—1886)
  - Раджгарх — Моти Сингх, рават (1831—1880)
  - Раджпипла — Верисалжи II, махарана (1821—1860)
  - Радханпур — Мухаммад Джоравар Шир Хан, наваб (1825—1874)
  - Рампур — Мухаммад Саид Хан, наваб (1840—1855)
  - Ратлам — Балвант Сингх, раджа (1824—1857)
  - Рева — Вишванат Сингх, раджа (1835—1854)
  - Савантвади — Кхем Савант Бхонсле IV, раджа (1812—1867)
  - Саилана — 
    - Такхат Сингх, раджа (1841—1850)
    - Дулех Сингх, раджа (1850—1895)

  - Самтхар — Хиндупат Сигнх, раджа (1827—1864)
  - Сангли — Чинтаман Рао I, рао (1782—1851)
  - Сирмур — 
    - Фатех Пракаш, махараджа (1815—1850)
    - Рагхбир Пракаш, махараджа (1850—1856)

  - Сирохи — Шео Сингх, раджа (1847—1862)
  - Ситамау — Раж Рам Сингх I, раджа (1802—1867)
  - Сонепур — Ниладхар Сингх Део, раджа (1841—1891)
  - Сукет — Угар Сен II, раджа (1838—1876)
  - Танджавур — Шиваджи, раджа (1832—1855)
  - Тонк — Мухаммад Вазир Хан, наваб (1834—1864)
  - Траванкор — Утхрадом Тхирунал Мартханда Варма II, махарани (1846—1860)
  - Трипура — Ишан Чандра Маникья, раджа (1849—1862)
  - Фаридкот — Вазир Сингх, махараджа (1849—1874)
  - Хайдарабад — Асаф Джах IV, низам (1829—1857)
  - Хиндол[англ.] — Ишвар Сингх, раджа[англ.] (1841—1874)
  - Чамба — Шри Сингх, раджа (1844—1870)
  - Чаркхари — Ратан Сингх, раджа (1829—1860)
  - Чхатарпур — Пратап Сингх, раджа (1816—1854)
  - Шахпура — Джагат Сингх, раджа (1845—1853)
- Индонезия —
  - Аче — Алауддин Сулейман Али Искандер, султан (1838—1857)
  - Бачан — Мухаммад Гаятуддин Корнабе, султан[англ.] (1826—1861)
  - Дели — 
    - Амалуддин Манжендар, туанку (1805—1850)
    - Осман Перкаша Алам Шах, туанку (1850—1858)

  - Джокьякарта — Хаменгкубувоно V, султан (1823—1826, 1828—1855)
  - Ланфан[англ.] — Лю Ашэн, президент[англ.] (1848—1876)
  - Мангкунегаран — Мангкунегара III, султан (1835—1853)
  - Понтианак — Осман Алькадри, султан (1819—1855)
  - Саравак — Джеймс Брук, раджа (1841—1868)
  - Сиак — Аль-Саид аль-Шариф Исмаил Абдул Джалил Зияифуддин, Султан (1827—1864)
  - Сулу — Мохаммад Пулалун Кирам, султан[англ.] (1844—1862)
  - Суракарта — Пакубовоно VII, сусухунан (1830—1858)
  - Тернате — Мухаммад Зайн, султан (1823—1859)
  - Тидоре — Аль-Мансур Сираджуддин, султан[англ.] (1822—1856)
- Иран  — Насер ад-Дин, шах (1848—1896)
- Йемен —
  - Акраби — Хайдара ибн Аль-Махди аль-Акраби, шейх (1833—1858)
  - Аудхали — Ахмад ибн Салих, султан (ок. 1820—1870)
  - Верхняя Яфа — Абдаллах бин Насир бин Салих аль-Хархара, султан (ок. 1840—1866)
  - Катири — Галиб ибн Мухсин аль-Катир, султан (1830—1880)
  - Лахедж — Али I ибн Мухсин, султан (1849—1863)
  - Мафлахи — Аль-Касим аль-Саккаф, шейх (1850—1885)
  - Нижняя Яфа — Ахмад I ибн Али аль-Афифи, султан (1841—1873)
  - Фадли — Ахмад IV бин Абдаллах аль-Фадли, султан (1828—1870)
  - Хаушаби — Мани ибн Саллам аль-Хаушаби, султан (1839—1858)
  - Шаиб — Мани аль-Саклади, шейх (ок. 1850—1880)
- Казикумухское ханство — Аглар, хан (1847—1859)
- Камбоджа — Анг Дуонг, король[англ.] (1841—1860)
- Китай (Империя Цин)  — 
  - Даогуан (Мяньнин), император[англ.] (1820—1850)
  - Сяньфэн (Ичжу), император[англ.] (1850—1861)
- Кувейт — Джабер I, шейх (1814—1859)
- Лаос  —
  - Луангпхабанг  — 
    - Сукхасом, король (1839—1850)
    - Чантарат, король (1850—1868)

  - Тямпасак  — Нарк, король (1841—1851)
- Малайзия —
  - Джохор — Али Искандар, Султан[англ.] (1835—1855)
  - Кедах — Зейнал Рашид аль-Муадзам Шах I, султан[англ.] (1845—1854)
  - Келантан — Мухаммад II, раджа[англ.](1837—1886)
  - Негери-Сембилан — Радин, ямтуан бесар (1824—1861)
  - Перак — Шихабуддин Риайят-шах, султан (1830—1851)
  - Перлис — Сайед Хуссейн, раджа (1843—1873)
  - Селангор — Мухаммад, султан (1826—1857)
  - Сетул[англ.] — Тунку Мухаммад Акиб ибн аль-Мархум Бинсу, раджа[англ.] (1843—1876)
  - Тренгану — Омар Риаят Шах, султан (1839—1876)
- Мальдивы — Мухаммад Имадуддин IV, султан (1835—1882)
- Мегрельское княжество — Давид I Дадиани, князь (1846—1853)
- Мьянма (Бирма) —
  - Йонгве[англ.] — Сао Се У II, Саофа[англ.] (1821—1852)
  - Кенгтунг[англ.] — Маха Хканан, саофа[англ.] (1815—1857)
  - Конбаун — Паган Мин, царь (1846—1853)
  - Локсок (Ятсок)[англ.] — 
    - Хкун Шве Эк, саофа[англ.] (1813—1850)
    - междуцарствие (1850—1854)

  - Мокме[англ.] — Ко Лан, саофа[англ.] (1844—1867, 1868—1887)
  - Монгнай[англ.] — 
    - Монг Ит, миоза[англ.] (1848—1850)
    - У По Ка, миоза[англ.] (1850—1851)

  - Монгпай[кат.] — Хкам Йон, саофа[кат.] (1836—1890)
  - Монгпон[англ.] — Хкун Лек, саофа[англ.] (1816—1860)
  - Сенви[англ.] — междуцарствие (1848—1853)
  - Сипау[англ.] — Хкун По, саофа[англ.] (1843—1853)
- Непал — 
  - Сурендра Бикрам, король (1847—1881)
  - Джанг Бахадур Рана, премьер-министр (1846—1856, 1857—1877)
- Оман — Саид ибн Султан, султан (1804—1856)
- Османская империя — Абдул-Меджид I, султан (1839—1861)
- Пакистан —
  - Бахавалпур — Мухаммад Бахавал Хан III, наваб (1826—1852)
  - Калат — Назир Хан II, хан (1841—1857)
  - Лас Бела — Мир-хан II, хан (1830—1869, 1877—1888)
  - Сват[англ.] — Саид Акбар Шах, амир[англ.] (1849—1857)
  - Хаирпур — Али Мурад Хан, мир (1842—1894)
  - Харан — Азад, мир (1833—1885)
  - Хунза[англ.] — Газанфур Хан, мир[англ.] (1825—1863)
  - Читрал — Шах Афзал II, мехтар (1838—1853)
- Рюкю — Сё Тай, ван (1848—1879)
- Сиам (Раттанакосин)  — Рама III (Чессадабодиндра), король (1824—1851)
- Сикким — Цудпуд Намгьял, чогьял (1793—1863)
- Саудовская Аравия —
  - Джебель-Шаммар — Талал ибн Абдаллах Аль Рашид, эмир (1847—1868)
  - Неджд — Фейсал ибн Турки, эмир (1834—1838, 1843—1865)
- Тибет — Кхэдуп Гьяцо (Далай-лама XI), далай-лама[англ.] (1842—1856)
- Узбекистан —
  - Бухарский эмират — Насрулла, эмир (1827—1860)
  - Кокандское ханство — Худояр, хан (1844—1858, 1862—1863, 1866—1875)
  - Хивинское ханство (Хорезм) — Мухаммад Амин, хан (1845—1855)
- Филиппины —
  - Магинданао — Искандар Кудратуллах Мухаммад, султан (1830—1854)
- Чосон  — Чхольчон, ван (1849—1864)
- Шарджа  — Султан I бин Сакр аль-Касими, эмир[англ.] (1803—1840, 1840—1866)
- Япония —
  - Осахито (император Комэй), император (1846—1867)
  - Токугава Иэёси, сёгун (1837—1853)

## Америка
- Аргентина — Хуан Мануэль де Росас, губернатор провинции Буэнос-Айрес (1829—1832, 1835—1852)
- Боливия — Мануэль Исидоро Бельсу, президент (1848—1855)
- Бразильская империя — Педру II, император (1831—1889)
- Венесуэла — Хосе Тадео Монагас, президент (1847—1851, 1855—1858)
- Гаити — Фостен I, император (1849—1859)
- Гватемала — Мариано Паредес, президент (1849—1851)
- Гондурас — Хуан Линдо, президент (1847—1852)
- Доминиканская Республика — Буэнавентура Баэс Мендес, президент (1849—1853, 1856—1857, 1865—1866, 1868—1874, 1876—1878)
- Коста-Рика — Хуан Рафаэль Мора, президент (1849—1860)
- Мексиканская республика — Хосе Хоакин де Эррера, президент (1844, 1844—1845, 1848—1851)
- Никарагуа — Норберто Рамирес, верховный директор (1849—1851)
- Новая Гранада — Хосе Иларио Лопес, президент (1849—1853)
- Парагвай — Карлос Антонио Лопес, президент (1844—1862)
- Перу — Рамон Кастилья, президент (1844, 1845—1851, 1855—1862, 1863)
- Сальвадор — 
  - Доротео Васконселос, президент (1848—1850, 1850—1851)
  - Рамон Родригес, президент (1850)
- Соединённые Штаты Америки — 
  - Закари Тейлор, президент (1849—1850)
  - Миллард Филлмор, президент (1850—1853)
- Уругвай — Хоакин Суарес, президент (1843—1852)
- Чили — Мануэль Бульнес, президент (1841—1851)
- Эквадор — 
  - Мануэль де Аскасуби, президент (1849—1850)
  - Диего Нобоа, президент (1850—1851)

## Африка
- Аусса — Ханфаде ибн Эйдахис, султан (1832—1862)
- Ашанти — Кваку Дуа I, ашантихене (1834—1867)
- Баоль[фр.] — Маиса Тенде Дьор Самба, тень[фр.] (1842—1854)
- Багирми — Абдул Кадир II аль-Махди, султан (1846—1858)
- Бамбара (империя Сегу) — Налума Кума Диарра, битон (1849—1851)
- Бамум — Нгууо, мфон (султан)[англ.] (1818—1865)
- Бени-Аббас[англ.] — Ахмед Мокрани, султан[фр.] (1831—1837, 1838—1853)
- Бенинское царство — Адоло, оба[англ.] (1848—1888)
- Буганда — Сууна II, кабака (1832—1856)
- Буньоро — Олими V, омукама (1848—1852)
- Бурунди — 
  - Нтаре IV Ругамба, мвами (король) (1796—1850)
  - Мвези IV Гисабо, мвами (король) (1850—1908)
- Бусса[англ.] — Варуко Гажер дан Маикука, киб (1844—1862)
- Ваало[англ.] — Мьо Мбоди Малик, король (1840—1855)
- Вадаи — Изз ад-Дин Мухаммад аль-Шариф, колак (султан)[англ.] (1835—1858)
- Варсангали[англ.] — Аюль, султан[кат.] (1830—1889)
- Вогодого — 
  - Баонго I, нааба (1842—1850)
  - Куту I, нааба (1850—1871)
- Волаитта (Велайта)[нем.] — Гобе, каво[англ.] (1845—1886)
- Газа[англ.] — Сошангане, инкоси[кат.] (1828—1858)
- Гаро (Боша) — Огата, тато[англ.] (1845—1865)
- Гвирико[англ.] — Бако Мору Уаттара, царь[англ.] (1839—1851)
- Дагомея — Гезо, ахосу (1818—1858)
- Дамагарам — Ибрагим дан Сулейман, султан (1822—1841, 1843—1851)
- Дарфур — Мухаммад IV Хусейн ибн Мухаммад Фадл, султан (1839—1873)
- Денди[англ.] — Коизе Бабба, аскья[англ.] (1845—1864)
- Денкира[англ.] — Квадво Тибу I, денкирахене[англ.] (1813—1851)
- Джолоф — 
  - междуцарствие (1849—1850)
  - Бирьям Ма-Диген, буур-ба[англ.] (1850—1855)
- Зулусское королевство — Мпанде, инкоси (король) (1840—1872)
- Малагасийское королевство — Ранавалуна I, королева (1828—1861)
- Кайор — Майса Тенд Жор Самба Фаль, дамель (1832—1855)
- Каффа — Гави Нетшотшо, царь (1845—1854)
- Кенедугу — Даула II Ба Траоре, фаама (ок.1845—ок.1860)
- Койя — Морибу Киндо, обаи (1840—1859)
- Конго — Энрике III, маниконго[англ.] (1842—1857)
- Либерия — Джозеф Дженкинс Робертс, президент (1848—1856, 1872—1876)
- Лунда — Навеж II Дитенд, муата ямво (ок. 1800—1852)
- Маджиртин — Махмуд, султан (1844—1860)
- Мандара — Букар Нарбанья, султан (1842—1894)
- Марокко — Абд ар-Рахман, султан (1822—1859)
- Массина — Амаду II, ардо (альмами) (1845—1853)
- Нри[англ.] — Энвелеана I, эзе[англ.] (1795—1886)
- Руанда — Мутара II Рвогера, мвами (1802—1853)
- Салум — Бале Ндунгу Хуредья Ндао, маад (1823—1851)
- Свазиленд (Эватини) — Мсвати II, нгвеньяма (король) (1840—1868)
- Сокото — Али Бабба бин Белло, султан[англ.] (1842—1859)
- Такали[англ.] — Назир, мукук[англ.] (1843—1860)
- Твифо-Хеман (Акваму)[англ.] — Дарко Яв Кума, аквамухене (1835—1866)
- Тиджания Омара ал-Хаджа — Эль-Хадж Омар, эмир (ок. 1848—1864)
- Трарза — Мохаммед аль-Хабиб, эмир (1827—1860)
- Тунис — Ахмад I ибн Мустафа, бей (1837—1855)
- Фута Торо — междуцарствие (1804—1859)
- Харар[англ.] — Абу Бакр II ибн Абд аль-Мунан, эмир[англ.] (1834—1852)
- Эфиопия — 
  - Сале Денгел, император (1832, 1832—1840, 1841—1845, 1845—1850, 1851—1855)
  - Йоханнес III, император (1840—1841, 1845, 1850—1851)

## Европа
- Андорра —
  - Луи-Наполеон Бонапарт, князь-соправитель (1848—1870)
  - Симо де Гвардиола-и-Хортонеда, епископ Урхельский, князь-соправитель (1827—1851)
- Бельгия —
  - Леопольд I, король (1831—1865)
  - Шарль Рожье, премьер-министр (1847—1852, 1857—1868)
- Валахия — Барбу Димитрий Штирбей, господарь (1848—1853, 1854—1856)
- Великобритания и Ирландия —
  - Виктория, королева (1837—1901)
  - Джон Рассел, премьер-министр (1846—1852, 1865—1866)
- Венгрия — Франц Иосиф I, король (1848—1849, 1849—1916)
- Германский союз —
  - Австрийская империя — Франц Иосиф I, император (1848—1916)
  - Ангальт —
    - Ангальт-Бернбург — Александр Карл, герцог (1834—1863)
    - Ангальт-Дессау — Леопольд IV, князь (1817—1853)

  - Бавария — Максимилиан II, король (1848—1864)
  - Баден — Леопольд, великий герцог (1830—1852)
  - Брауншвейг — Вильгельм, герцог (1830—1884)
  - Вальдек-Пирмонт — Георг Виктор, князь (1845—1893)
  - Вюртемберг — Вильгельм I, король (1816—1864)
  - Ганновер — Эрнст Август, король (1837—1851)
  - Гессен —
    - Гессен (великое герцогство) — Людвиг III, великий герцог (1848—1877)
    - Гессен-Гомбург — Фердинанд, ландграф (1848—1866)
    - Гессен-Филипсталь-Бархфельд — Карл, ландграф (1803—1854)

  - Лихтенштейн — Алоис II, князь (1836—1858)
  -  Люксембург — 
    - Вильгельм III, великий герцог (1849—1890)
    - Жан-Жак Вильмар, премьер-министр (1848—1853)

  - Мекленбург —
    - Мекленбург-Стрелиц — Георг, великий герцог (1816—1860)
    - Мекленбург-Шверин — Фридрих Франц II, великий герцог (1842—1883)

  - Нассау (герцогство) — Адольф, герцог (1839—1866)
  - Ольденбург — Август I, великий герцог (1829—1853)
  - Пруссия — Фридрих Вильгельм IV, король (1840—1861)
    - Олесницкое княжество (герцогство Эльс) — Вильгельм Брауншвейгский, князь (1815—1884)

  - Рейсс-Гера — Генрих LXII, князь (1818—1854)
  - Рейсс-Грейц — Генрих XX, князь (1836—1859)
  - Саксония — Фридрих Август II, король (1836—1854)
    - Саксен-Альтенбург — Георг, герцог (1848—1853)
    - Саксен-Веймар-Эйзенах — Карл Фридрих, великий герцог (1828—1853)
    - Саксен-Кобург-Гота — Эрнст II, герцог (1844—1893)
    - Саксен-Мейнинген — Бернгард II, герцог (1803—1866)

  - Шаумбург-Липпе — Георг Вильгельм, князь (1807—1860)
  - Шварцбург-Зондерсгаузен — Гюнтер Фридрих Карл II, князь (1835—1880)
  - Шварцбург-Рудольштадт — Фридрих Гюнтер, князь (1807—1867)
- Греция —
  - Оттон I, король (1832—1862)
  - Антониос Криезис, премьер-министр (1849—1854)
- Дания — 
  - Фредерик VII, король (1848—1863)
  - Адам Вильхельм Мольтке, премьер-министр (1848—1852)
- Испания — Изабелла II, королева (1833—1868)
- Италия —
  - Модена и Реджо — Франческо V д’Эсте, герцог (1846—1859)
  - Королевство обеих Сицилий — Фердинанд II, король (1830—1859)
  - Парма и Пьяченца — Карл III, герцог (1849—1854)
  - Сардинское королевство — Виктор Эммануил II, король (1849—1861)
  - Тосканское великое герцогство — Леопольд II, великий герцог (1824—1859)
- Молдавское княжество — Григорий Гика, господарь (1849—1853, 1854—1856)
- Монако — Флорестан I, князь (1841—1856)
- Нидерланды — 
  - Виллем III, король (1849—1890)
  - Йохан Рудольф Торбеке, премьер-министр (1849—1853, 1862—1866, 1871—1872)
- Норвегия — Оскар I, король (1844—1859)
- Папская область — Пий IX, папа (1846—1878)
- Португалия — Мария II, королева (1828, 1834—1853)
- Сербия — Александр Карагеоргиевич, князь (1842—1858)
- Российская империя — Николай I, император (1825—1855)
- Франция — Луи-Наполеон Бонапарт, президент (1848—1852)
- Чехия — Франц Иосиф I, король (1848—1916)
- Швейцария — Анри Друэ, президент (1850)
- Швеция — Оскар I, король (1844—1859)

## Океания
- Гавайи — Камеамеа III, король (1824—1854)
- Таити — Помаре IV, король (1827—1877)

- Николай I  
 1825-1855 
 Император Всероссийский
- Виктория  
 1837-1901 
 Королева Великобритании
- Рама III  
 1824-1851 
 Король Сиама
- Даогуан (Мяньнин)  
 1820-1850 
  Император Китая (Цин)
- Абдул-Меджид I  
 1839-1861 
 Османский султан
- Фридрих Вильгельм IV  
 1840-1861 
 Король Пруссии
- Захария Тейлор  
 1849-1850 
  Президент США
- Луи-Наполеон Бонапарт  
 1848-1852 
 Президент Франции
- Джозеф Дженкинс Робертс  
 1848-1856, 1872-1876 
 Президент Либерии
- Насер ад-Дин  
 1848-1896 
 Шах Ирана
- Франц-Иосиф I  
 1848-1916 
 Император Австрии, король Венгрии и Чехии
- Оскар I  
 1844-1859 
 Король Швеции и Норвегии
- Леопольд I 
 1831-1865 
 Король Бельгии
- Оттон I  
 1832-1862 
 Король Греции
- Фредерик VII  
 1848-1863 
 Король Дании
- Виктор Эммануил II  
 1849-1861 
 Король Сардинии
- Вильгельм I  
 1816-1864 
 Король Вюртемберга
- Саид ибн Султан  
 1804-1856 
 Султан Омана
- Ранавалуна I  
 1828-1861 
 Королева Мадагаскара
- Мария II  
 1834-1853 
 Королева Португалии
- Фридрих Август II  
 1836-1854 
 Король Саксонии
- Изабелла II  
 1833-1868 
 Королева Испании
- Педру II  
 1831-1889 
 Император Бразилии
- Виллем III  
 1849-1890 
 Король Нидерландов и великий герцог Люксембургский
- Максимилиан II  
 1848-1864 
 Король Баварии
- Эрнст Август  
 1837-1851 
 Король Ганновера
- Хуан Мануэль де Росас  
 1828-1832, 1835-1852 
 Президент Аргентины
- Фердинанд II  
 1830-1859 
 Король обеих Сицилий
- Александр Карагеоргиевич  
 1842-1858 
 Князь Сербии
- Бахадур Шах II  
 1837-1857 
 Падишах империи Великих Моголов
- Фостен I  
 1849-1859 
 Император Гаити
- Токугава Иэнари  
 1837-1853 
 Сёгун Японии
- Пий IX  
 1846-1878 
 Папа Римский